# Gelsemiaceae
Gelsemiaceae ist eine kleine Pflanzenfamilie in der Ordnung der Enzianartigen (Gentianales).

## Beschreibung

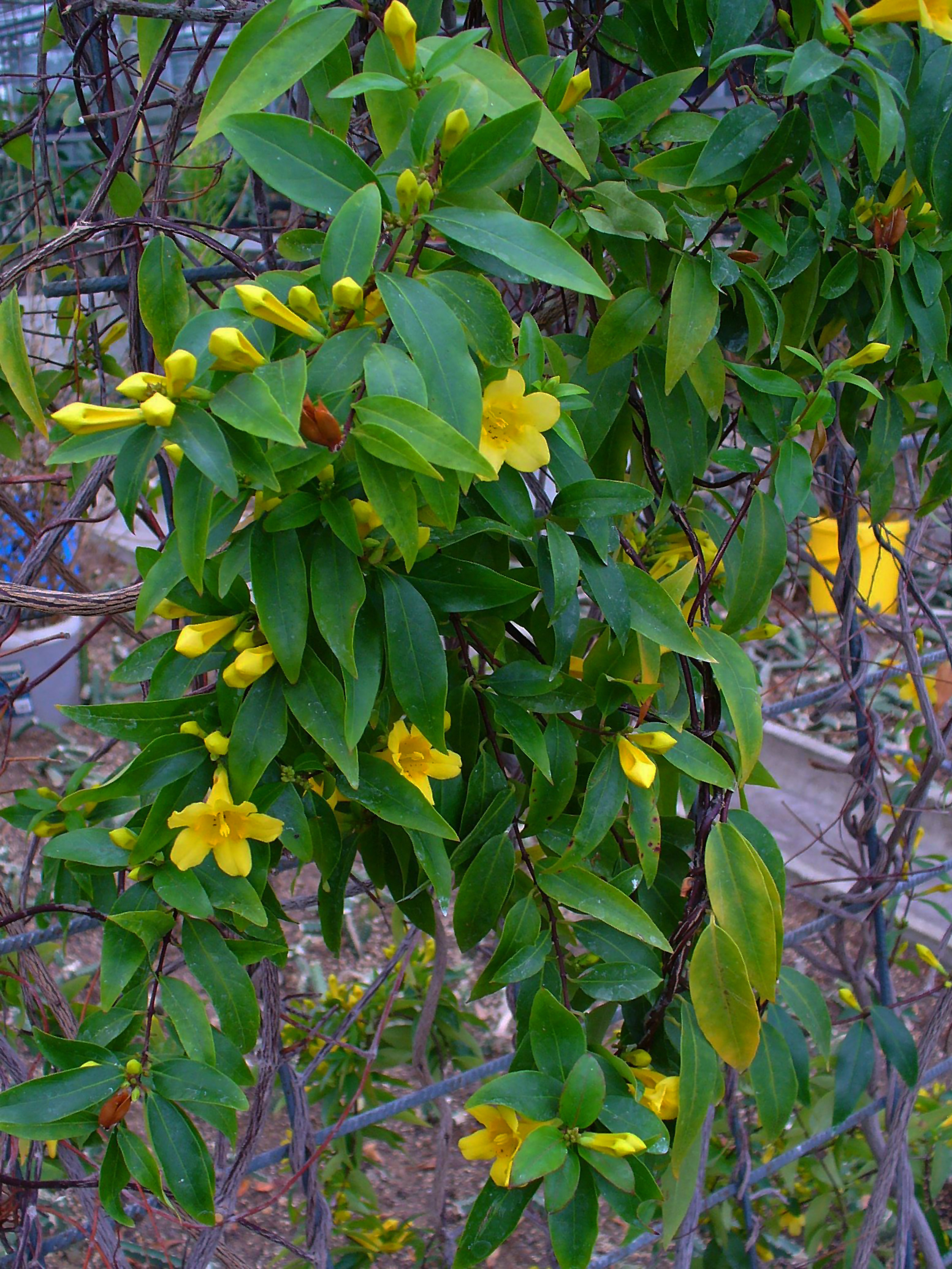
Zweig mit Laubblättern und Blüten des Carolina-Jasmin (Gelsemium sempervirens).

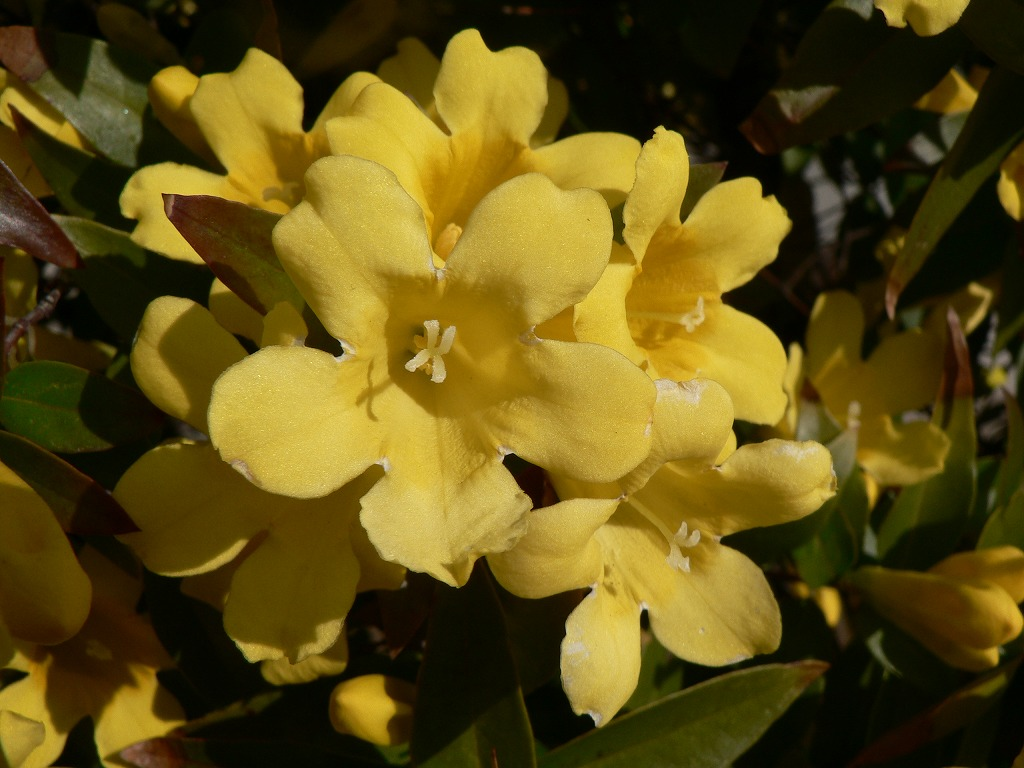
Blüten im Detail des Carolina-Jasmin (Gelsemium sempervirens).

### Erscheinungsbild und Blätter
Es sind verholzende Pflanzen: selbständig aufrechte oder überhängende Sträucher oder Lianen. Das Sekundäre Dickenwachstum ist anomal von einem einzelnen Kambiumring ausgehend.
Die meist gegenständig oder seltener wirtelig angeordneten Laubblätter sind in Blattstiel und einfache Blattspreite gegliedert. Die Blattränder sind undeutlich gebuchtet gezähnt oder glatt. Die Nebenblätter sind oft stark reduziert. Es sind Drüsen an den Blättern vorhanden.

### Blütenstände und Blüten
In endständigen oder in einer Blattachse stehenden, zymösen oder rispigen Blütenständen stehen die Blüten zusammen. Es sind unterschiedlich geformte Tragblätter und ein bis mehrere Deckblätter vorhanden.
Mindestens bei den Gelsemium-Arten duften die Blüten. Die zwittrigen Blüten sind radiärsymmetrisch und meist fünf-, seltener vierzählig (bei manchen Mostuea-Arten) mit doppelter Blütenhülle. Die meist fünf, selten vier Kelchblätter sind röhrig verwachsen und meist haltbar. Die meist fünf, selten vier Kronblätter sind röhrig verwachsen, wobei die Kronröhren länger als die Kronlappen sind. Die Farben der Kronblätter reichen von weiß, gelb bis orangefarben über rot bis blau. Es ist nur ein Kreis mit selten vier, meist fünf Staubblättern vorhanden. Die gleich langen oder deutlich unterschiedlich langen, manchmal sehr kurzen Staubfäden sind untereinander frei und entspringen an der Basis bis höchstens der Mitte der Kronröhre. Die Pollenkörner besitzen drei Aperturen und sind colporat. Zwei Fruchtblätter sind zu einem kahlen oder behaarten, oberständigen, zweikammerigen Fruchtknoten verwachsen. Jede Fruchtknotenkammer enthält bei Mostuea zwei und bei Gelsemium zwei bis acht meist anatrope, unitegmische Samenanlagen. Auf dem Fruchtknoten sind ein oder zwei freie bis teilweise verwachsene Griffel vorhanden. Es liegt fast immer Heterostylie vor, d. h. die Griffel sind verschieden lang.

### Früchte und Samen
Die Kapselfrüchte öffnen ihre zwei Klappen bei Reife und enthalten meist ein bis sechs Samen. Die geflügelten (Gelsemium) oder haarigen, abgeflachten Samen besitzen stärkehaltiges oder hartes Endosperm und einen geraden bis gekrümmten Embryo mit zwei Keimblättern (Kotyledonen).

### Chromosomenzahlen
Die Chromosomenzahlen betragen bei Gelsemium 2n = 8 oder 16 und bei Mostuea 2n = 20. Als Chromosomengrundzahlen werden für die Familie Gelsemiaceae x = 4 und 10 angenommen. An Ploidiegraden werden diploid und tetraploid berichtet.

### Inhaltsstoffe
Es sind Alkaloide vorhanden.

## Systematik und Verbreitung
Diese Arten wurden zur Familie der Loganiaceae gerechnet. L. Struwe, V.A.Albert und B.Bremer stellten sie 1994 in Cladistics, 10 (2), S. 206 in die eigene Familie der Gelsemiaceae. Neuere genetische Untersuchungen stützen diese Aufteilung. Das Basionym für Gelsemiaceae ist die Tribus Gelsemieae, die von G.Don aufgestellt wurde.
Die Familie der Gelsemiaceae umfasst nur zwei oder drei Gattungen mit elf oder zwölf Arten. Das Verbreitungsgebiet ist hauptsächlich tropisch in Südostasien, Afrika, Amerika.
- Gelsemium Juss.: Von den nur drei Arten ist eine in Südostasien und zwei Arten sind in Zentralamerika und im südlichen Nordamerika verbreitet.
- Mostuea Didr.: Die etwa acht Arten sind im tropischen Südamerika, Afrika und Madagaskar verbreitet.

oder auch mit einer dritten Gattung:
- Pteleocarpa Oliv.: Sie enthält nur eine Art:
  - Pteleocarpa lamponga (Miq.) Heyne: Sie ist im westlichen Malesien verbreitet. Sie wird auch zu den Boraginaceae oder Ehretiaceae, sogar in eine eigene Familie Pteleocarpaceae[4] gestellt. Dieser Baum bildet einsamige, geflügelte Nussfrüchte (Samara).